# 高貴林
49°15′02″N 123°06′43″W / 49.25056°N 123.11194°W
高貴林，中國大陸譯作科奎特勒姆，是加拿大卑詩省大溫哥華地區内的一個城市，與鄰近的滿地寶和高貴林港以及安莫尔村和贝卡拉合稱為大溫地區的三联市。根据2016年加拿大人口普查，高貴林市的人口有139,284人。

## 歷史
高貴林一帶本是海岸沙利殊原住民（Coast Salish）的根據地；「高貴林」一名據說在該族語言中解作「沿河而上的魚」 。
探險家西門·菲沙曾於1808年踏足此地。1859年，英國皇家工程兵開始修築一條連接當時卑詩殖民地首府新西敏市和布勒内灣的道路，以確保新西敏市萬一受到襲擊時當局仍能從布勒內灣進行補給。這條道路便是現在的北路（North Road），為日後高貴林的發展奠定先基。歐洲裔移民從1860年代起遷至高貴林，並逐漸開墾該帶成農地。高貴林再於1891年7月25日設立地區政府，成為高貴林區（District of Coquitlam）。
商人法蘭克·羅斯和詹士·麥拉倫於1889年在高貴林創立菲沙木場（Fraser Mills），成為區内首個大型雇主。到了1908年，一個小鎮已在木場周圍陸續成型。隨著木場面臨人手短缺，東主於1909年至1910年間從魁北克輸入大批工人。這批法裔加拿大人在現高貴林市西部聚居，並將該處名為梅利德偉（Maillardville），以紀念一位名為埃德蒙·梅利德的法國神父。梅利德偉曾是緬尼托巴省以西最大的法裔加拿大人社區。菲沙木場與高貴林港再於1913年相繼脫離高貴林區，自組地方政府。
第二次世界大戰之後，高貴林與低陸平原其他市鎮出現顯著人口增長，而洛歇公路（Lougheed Highway）於1953年開通後更大為改善高貴林的對外交通。菲沙木場於1971年重新併入高貴林，而高貴林區再於1992年12月1日正式改設為高貴林市。

## 地理環境
高貴林市位於溫哥華以東約十五公里，西邊與滿地寶和本拿比接壤，東北邊隔著匹特河（Pitt River）與匹特草原相望，東南邊與高貴林港為鄰，南面隔著菲沙河與素里相望，西南方則是二埠。
高貴林市與大溫地區其他城鎮一樣，處於太平洋時區內（冬季時間UTC-8；夏季時間UTC-7）。

## 教育
高貴林市是屬於第43號學區，是大溫哥華地區唯一分三段教育的學區，分為高中、初中和小學。專上教育方面，道格拉斯學院於市内設有一所校園，而其他專上學院（如英屬哥倫比亞大學、西門菲沙大學、溫哥華社區學院等）則散佈大溫地區各處。

## 交通

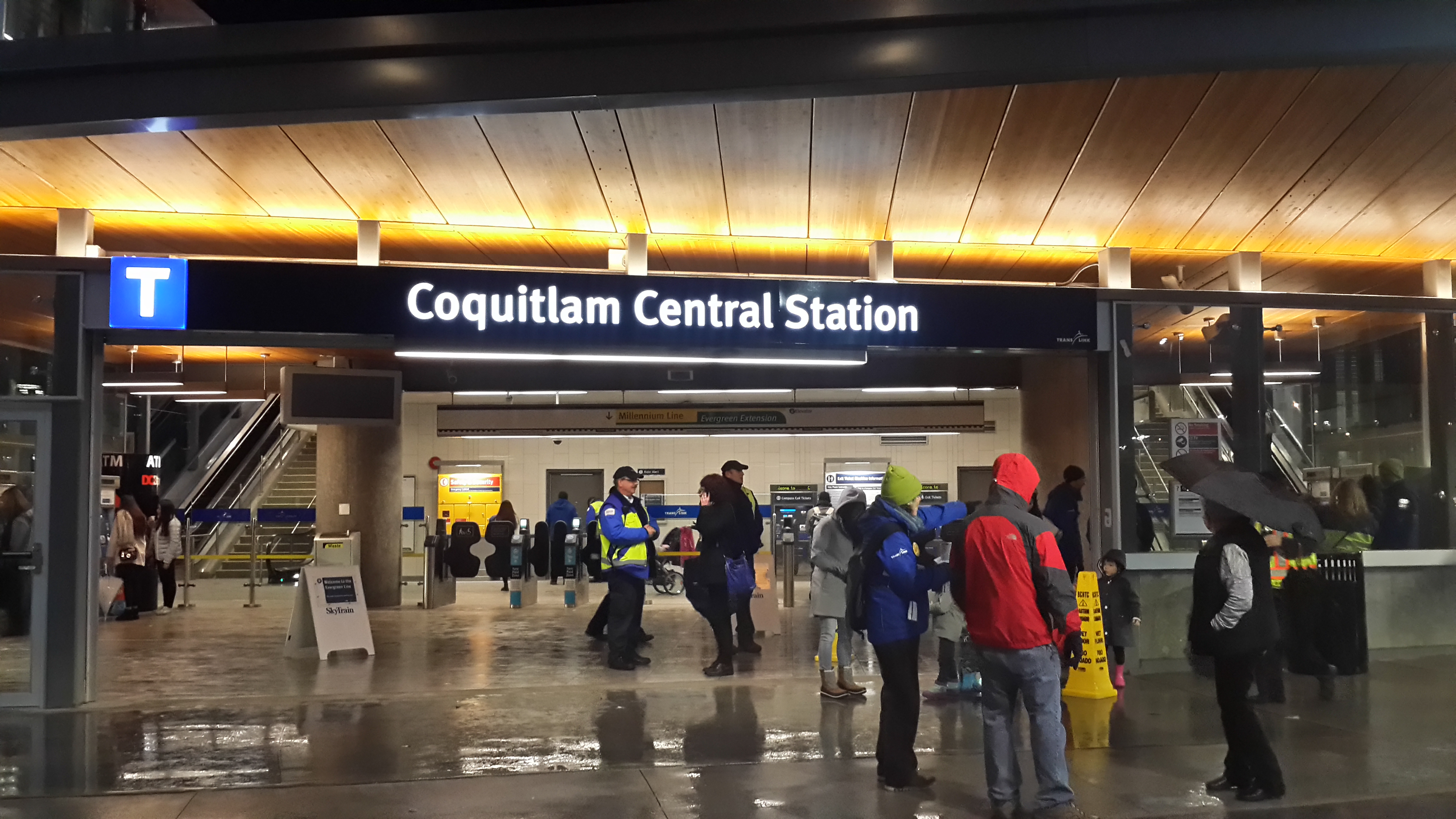
架空列車高貴林中央站

運輸聯線負責為高貴林管理主要道路網及提供公共交通服務，包括有多條公車線連接市内各處及通往大溫地區其他城鎮。溫哥華架空列車千禧線的長青延線於高貴林市內設有四個車站，分別為本貴林站、高貴林中央站、林肯站和拉法基湖－道格拉斯站，而連接溫哥華市中心和米遜的西岸快車通勤鐵路亦於高貴林中央站停靠。
另有兩條卑詩省道橫越高貴林市，包括1號省道（橫加公路）和7號省道（洛歇公路）。前者取道曼港橋跨越菲沙河，連接高貴林和素里。

## 姊妹城市
- 菲律賓 奧爾莫克
- 南韓 坡州市[9]

## 外部連結
- 高貴林市官方網站 （页面存档备份，存于）